# 梦之大桥

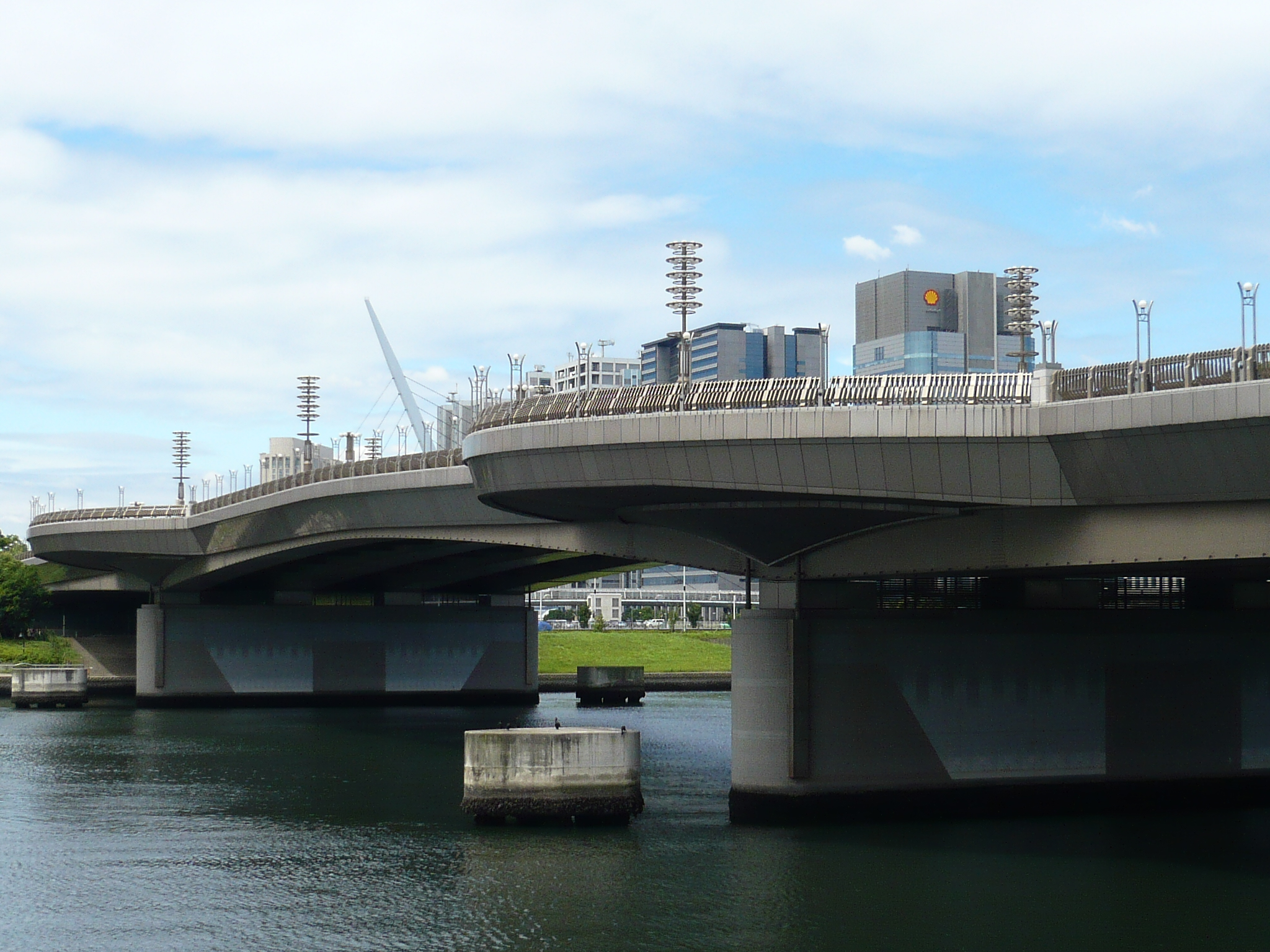
梦之大桥（拍自水之广场公园）

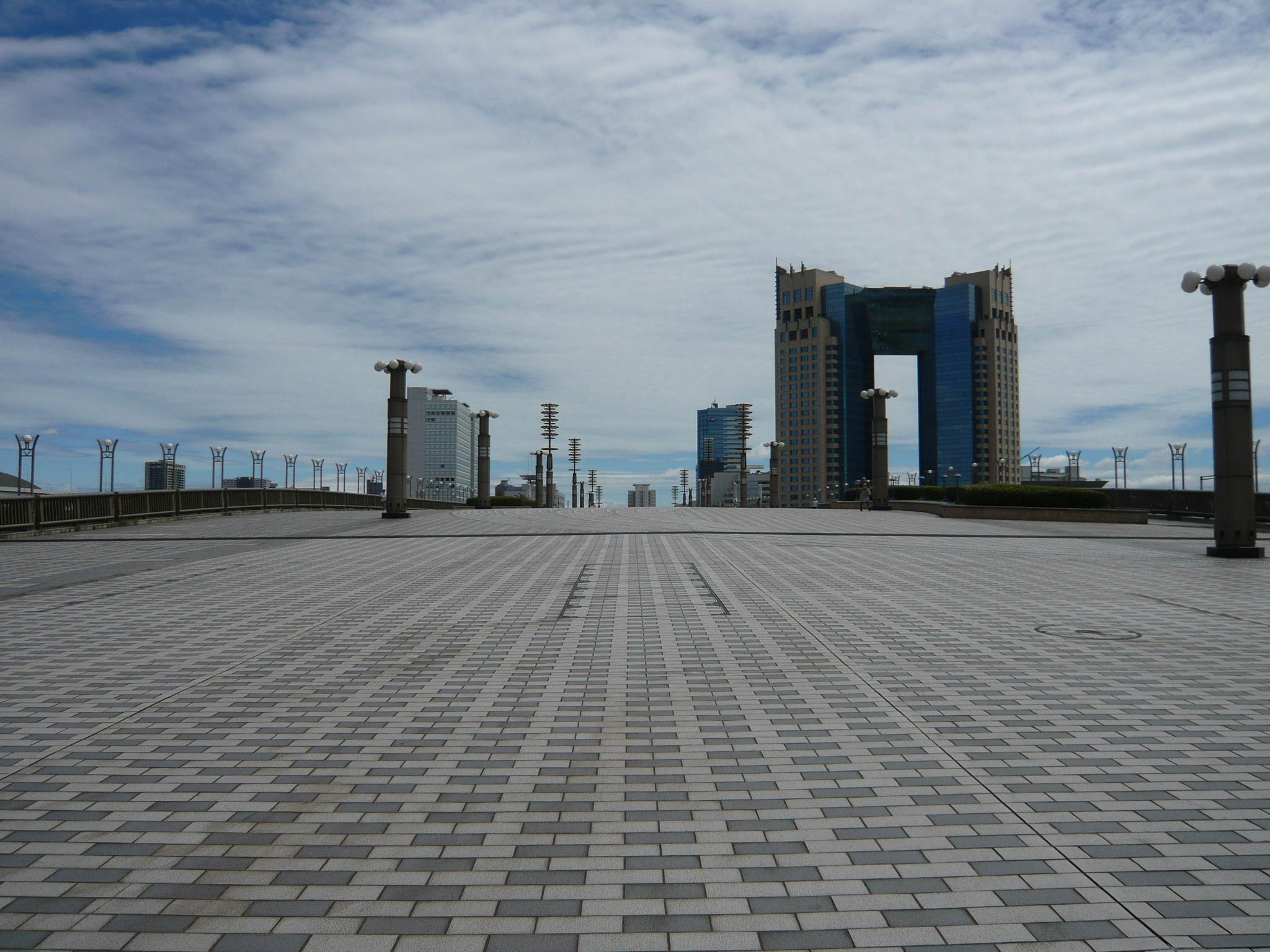
梦之大桥桥面

梦之大桥（日语：／）是位于符号长廊公园，横跨有明西運河连接东京都江东区青海，有明两地的行人/自行车专用桥。别称“ドリームブリッジ”（梦桥），但并不普及。 1990年竣工。总长360米。

## 概要
此桥与同样横跨该运河的望远桥、新都桥、有明桥、青海桥、黎明桥平行。在此桥的北端可看见多数桥梁，令游客联想到未来都市。
最大宽度60米（使其成为日本全国最宽之桥）。一般车辆在非紧急情况禁止通过此桥。
1995年获颁日本土木工程师学会田中奖。
最近的车站亦相距较远，车流量与桥的规模不成正比，但夜间灯火通明，行人较少，因此部分人员在此进行秘密约会。调色板城大摩天轮亦十分清晰。
2020年东京奥运会/残奥会期间，受日本《消防法》限制，原计划设于国立竞技场的火炬台被移至主桥。2021年7月23日开幕式结束后，在国立竞技场点燃的火炬移至此地。点火人是羽毛球运动员高桥礼华。同年8月24日残奥会开幕式后，因同样原因，火炬亦移至此，点火人为田径运动员多川知希。
该建筑亦用于拍摄戏剧和电影的外景。
- 特搜戰隊刑事連者
- 離婚弁護士
- 主播台女王
- 大搜查線
- 超人七號X
- 超人力霸王傑斯
- ウルトラマンティガ&ウルトラマンダイナ 光の星の戦士たち
- 超人力霸王蓋亞
- 高斯·奥特曼
- 超人力霸王高斯 THE FINAL BATTLE
- 超人力霸王馬克斯
- 我的野蠻媽咪
- 偶像×戰士 奇蹟之音！  etc
- 超人力霸王大河

## 前往方式
- 从临海线青海站或和东京国际展览中心站步行3分钟。
- 从临海线东京电讯站步行3分钟。

## 周边设施
- 调色板镇
- 水之广场公园
- 东京贝考特俱乐部温泉度假酒店
- 东京水科学馆
- 武藏野大学有明校区